# Martín Montoya
Martin Montoya Torralbo (Gavà, 1991. április 14. –) spanyol labdarúgó, a Árisz Theszaloníkisz játékosa.

## Pályafutása

### Barcelona
Montoya szülővárosában, a CF Gava csapatánál ismerkedett meg először a labdarúgással, majd az FC Barcelona ifjúsági akadémiájára került 9 évesen. 2009-ben már a B csapatban szerepelt.
A 2009–10-es szezonban 22 mérkőzésen szerepelt a Luis Enrique által vezetett csapatban, amely feljutott a másodosztályba, 11 év távollét után. 2011. február 26-án debütált az első csapatban, Adriano Correiát váltotta a 85. percben, egy 3–0-s győzelem alkalmával a RCD Mallorca ellen.
2011 márciusában, olyan pletykák keringtek, hogy Montoya a Valencia CF csapatába igazol 3.000.000 euró-s kivásárlási összeggel. Április 30-án kezdőként lépett pályára a Barcelona színeiben a Real Sociedad ellen, ahol sérülést szenvedett és ki kellett hagynia a szezon további mérkőzéseit.

### Válogatott
Szerepelt már a spanyol U17 és a U18-as válogatottban is. 2011-től a Spanyol U21-es válogatott tagja és a 2011-es U21-es labdarúgó-Európa-bajnokságon is részt vett amit megnyertek.

## Statisztika

### Klubcsapatokban
2024. augusztus 15-i állapot szerint.
| Klub                     | Szezon           | Bajnokság          | Bajnokság | Bajnokság | Kupa  | Kupa  | Nemzetközi | Nemzetközi | Egyéb | Egyéb | Összes | Összes |
| Klub                     | Szezon           | Liga               | Mérk.     | Gólok     | Mérk. | Gólok | Mérk.      | Gólok      | Mérk. | Gólok | Mérk.  | Gólok  |
| ------------------------ | ---------------- | ------------------ | --------- | --------- | ----- | ----- | ---------- | ---------- | ----- | ----- | ------ | ------ |
| Barcelona B              | 2008–09          | Segunda División B | 1         | 0         | —     | —     | —          | —          | —     | —     | 1      | 0      |
| Barcelona B              | 2009–10          | Segunda División B | 22        | 0         | —     | —     | —          | —          | 1     | 0     | 23     | 0      |
| Barcelona B              | 2010–11          | Segunda División   | 30        | 0         | —     | —     | —          | —          | —     | —     | 30     | 0      |
| Barcelona B              | 2011–12          | Segunda División   | 21        | 0         | —     | —     | —          | —          | —     | —     | 21     | 0      |
| Barcelona B              | Összesen         | Összesen           | 74        | 0         | —     | —     | —          | —          | 1     | 0     | 75     | 0      |
| Barcelona                | 2010–11          | La Liga            | 2         | 0         | 0     | 0     | 0          | 0          | 0     | 0     | 2      | 0      |
| Barcelona                | 2011–12          | La Liga            | 7         | 0         | 2     | 0     | 1          | 1          | 0     | 0     | 10     | 1      |
| Barcelona                | 2012–13          | La Liga            | 15        | 1         | 5     | 0     | 3          | 0          | 1     | 0     | 24     | 1      |
| Barcelona                | 2013–14          | La Liga            | 13        | 0         | 4     | 0     | 2          | 0          | 0     | 0     | 19     | 0      |
| Barcelona                | 2014–15          | La Liga            | 8         | 0         | 3     | 0     | 1          | 0          | —     | —     | 12     | 0      |
| Barcelona                | Összesen         | Összesen           | 45        | 1         | 14    | 0     | 7          | 1          | 1     | 0     | 67     | 2      |
| Inter Milan (kölcsönben) | 2015–16          | Serie A            | 3         | 0         | 1     | 0     | —          | —          | —     | —     | 4      | 0      |
| Betis (kölcsönben)       | 2015–16          | La Liga            | 13        | 0         | 0     | 0     | —          | —          | —     | —     | 13     | 0      |
| Valencia                 | 2016–17          | La Liga            | 29        | 2         | 2     | 0     | —          | —          | —     | —     | 31     | 2      |
| Valencia                 | 2017–18          | La Liga            | 25        | 0         | 6     | 0     | —          | —          | —     | —     | 31     | 0      |
| Valencia                 | Összesen         | Összesen           | 54        | 2         | 8     | 0     | —          | —          | —     | —     | 62     | 2      |
| Brighton & Hove Albion   | 2018–19          | Premier League     | 25        | 0         | 4     | 0     | —          | —          | —     | —     | 29     | 0      |
| Brighton & Hove Albion   | 2019–20          | Premier League     | 27        | 0         | 0     | 0     | —          | —          | —     | —     | 27     | 0      |
| Brighton & Hove Albion   | Összesen         | Összesen           | 52        | 0         | 4     | 0     | —          | —          | —     | —     | 56     | 0      |
| Betis                    | 2020–21          | La Liga            | 5         | 0         | 3     | 1     | —          | —          | —     | —     | 8      | 1      |
| Betis                    | 2021–22          | La Liga            | 6         | 0         | 0     | 0     | 4          | 0          | —     | —     | 10     | 0      |
| Betis                    | 2022–23          | La Liga            | 6         | 0         | 0     | 0     | 0          | 0          | 0     | 0     | 6      | 0      |
| Betis                    | Összesen         | Összesen           | 17        | 0         | 3     | 1     | 4          | 0          | 0     | 0     | 24     | 1      |
| Árisz                    | 2023–24          | Szúper Línga 1     | 31        | 0         | 6     | 0     | 2          | 0          | —     | —     | 39     | 0      |
| Karrier összesen         | Karrier összesen | Karrier összesen   | 289       | 3         | 36    | 1     | 13         | 1          | 2     | 0     | 340    | 5      |

Jegyzetek
1. ↑  Tartalmazza: Spanyol Kupa, Olasz Kupa, Angol Kupa
2. ↑  Mérkőzése(i) az Segunda División B rájátszásban
3. 1 2 3 4  Mérkőzése(i) a Bajnokok Ligájában
4. ↑  Mérkőzése(i) a Spanyol Szuperkupában
5. ↑  Mérkőzése(i) az Európa Ligában
6. ↑  Mérkőzése(i) a Konferencia Ligában

## Sikerei, díjai

### Klub
Barcelona
- Spanyol bajnok: 2010–11, 2012–13, 2014–15
- Spanyol kupagyőztes: 2011–12, 2014–2015
- Spanyol Szuperkupa-győztes: 2013
- Bajnokok Ligája-győztes: 2014–2015

### Válogatott
Spanyol U21
- U21-es Európa-bajnokság: 2011, 2013